# Jorge Eliécer Gaitán
Jorge Eliécer Gaitán (født 23. januar 1903 i Cucunubá, Cundinamarca, Colombia, død 9. april 1948 i Bogotá) var en colombiansk politiker, som blandt andet var undervisningsminister (1948), arbejdsminister (1943-1944) og borgmester i Bogotá (1936). 
Han var leder af Colombianske Venstre, og deres præsidentkandidat ved valget i 1948 med løfter om omfattende reformer, men under præsidentvalgkampen blev han myrdet af Juan Roa af Sierra, som igen blev dræbt af en vred folkemængde. 
Dette markerede begyndelsen på et årti med borgerkrig, som i den colombianske historie kaldes la Violencia.